# Papaipema frigida
Papaipema frigida là một loài bướm đêm trong họ Noctuidae.